# 霍赫布赫貝格山

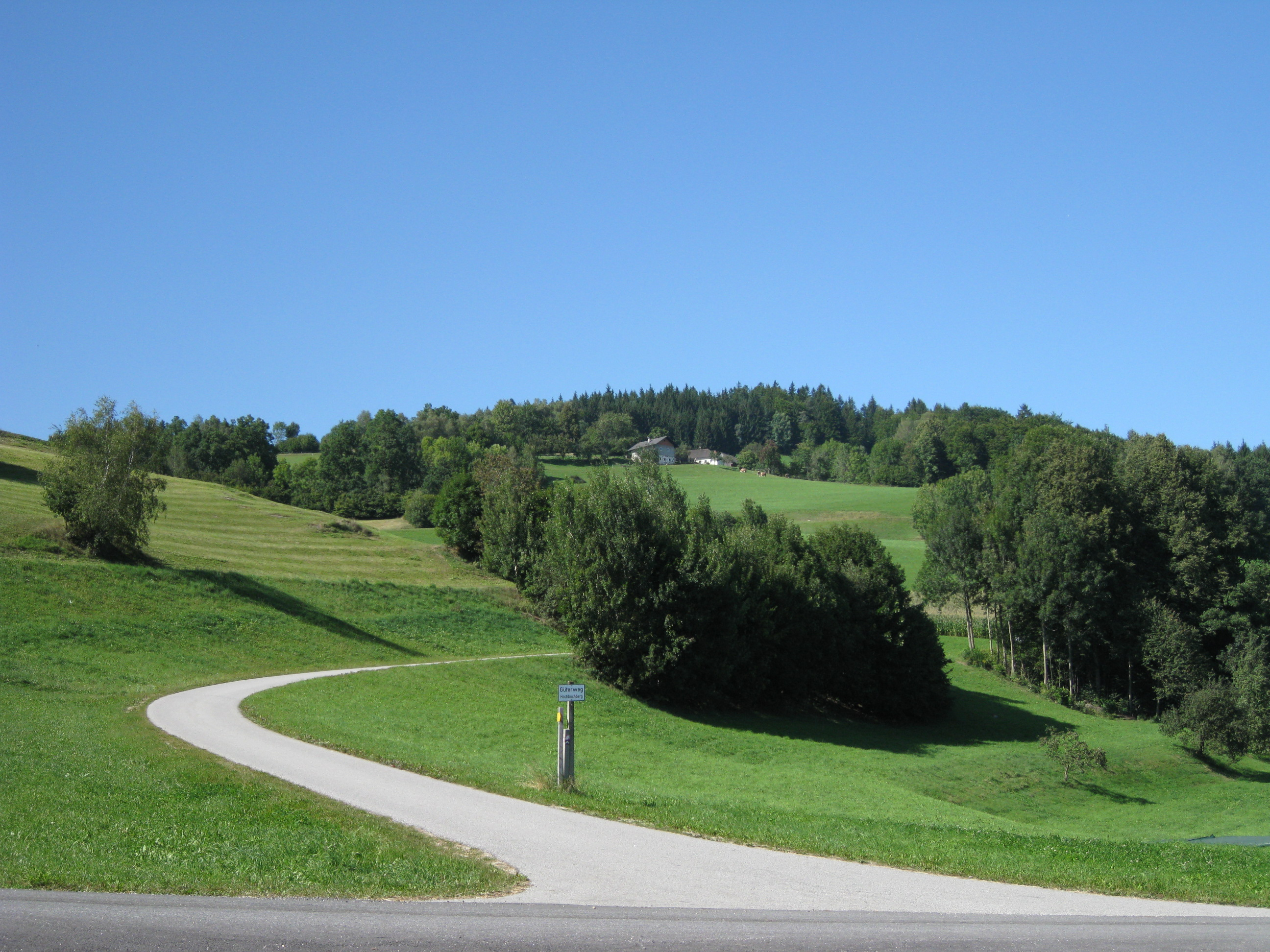

48°20′5.6″N 14°48′28.4″E / 48.334889°N 14.807889°E
霍赫布赫貝格山（德語：Hochbuchberg），是奧地利的山峰，位於該國北部，由上奧地利州負責管轄，處於帕布諾伊基興，海拔高度835米，每年平均降雨量1,578毫米。